# Казачков, Александр Израилевич
Александр Израилевич Казачков (28 июля 1954, Москва — 9 марта 2025) — переводчик, выпускник МГПИИЯ им. М. Тореза (МГЛУ), член Союза переводчиков России.
Работал переводчиком в Республике Куба, редактором в Издательстве АПН.
Практиковал синхронный, последовательный, письменный перевод в паре испанский-русский языки.
Печатался с 1980 года. В его переводах на русский опубликованы произведения прозы таких авторов, как Мануэль Пуиг, Хорхе Луис Борхес, Адольфо Бьой Касарес, Мигель Анхель Астуриас, Рубен Дарио, Аугусто Монтерросо, Хуан Бенет и др.
Перевел на испанский язык такие книги, как «Роза мира» Даниила Андреева, «Шостакович в воспоминаниях» Михаила Ардова.
Умер 9 марта 2025 года в возрасте 70 лет.